# Dr. Gar el Hama
Dr. Gar el Hama è un cortometraggio muto del 1911 diretto da Eduard Schnedler-Sørensen.

## Produzione
Il film fu prodotto dalla Nordisk Film Kompagni.

## Distribuzione
Il film uscì in Finlandia il 13 novembre 1911 con il titolo Petetty kuolemassa o Petetty kuolemaan saakka.
In Danimarca, il film - un cortometraggio di 800 metri - fu distribuito dalla Fotorama che lo presentò al Panoptikon di Copenaghen. Importato negli Stati Uniti dalla Great Northern Film Company, fu distribuito dalla Motion Picture Distributors and Sales Company il 22 aprile 1912 con il titolo The Dead Man's Child.